# Сайдинг
Сайдинг (англ. siding) — американизм, обозначающий название технологии облицовки стен зданий, выполняющей две функции: утилитарную (защита здания от внешних воздействий, таких, как дождь, ветер, снег, солнце) и эстетическую (декорирование фасада дома).
Сайдинг впервые стали использовать в Северной Америке в XIX веке. Строганые и крашеные деревянные доски прибивали к стене под углом таким образом, чтобы следующий горизонтальный слой немного нависал над предыдущим — при таком расположении досок вода скатывалась по облицовке. Такую обшивку стали называть сайдингом.
В 50-х годах XX века в США и Канаде начали производить виниловые фасадные панели, намного более долговечные, чем деревянные, не требующие ухода, простые в монтаже. В то же время появились металлические панели — металлосайдинг, а также цементные — цементный сайдинг. Для облицовки цоколя применяют более прочный — цокольный сайдинг.
Чаще всего сайдинг устанавливается в фасадных системах по технологии вентилируемого фасада.

## Древесный сайдинг
Древесный сайдинг (клееная вагонка) изготавливается из древесных волокон, прессованных под высокими давлением и температурой, с добавками специальных смол. Покрывают материал несколькими слоями краски или лака — это является надёжной защитой от агрессивных воздействий внешней среды. Облицовка выглядит как настоящее дерево. Поэтому её часто применяют в отделочных работах внутри помещений. Для наружных работ изготавливают древесный сайдинг из древесно-полимерных композитов — смеси древесных волокон и полипропилена. Современный древесный сайдинг служит не менее 15 лет, его не нужно подкрашивать, пропитывать и так далее. Кроме того, древесный сайдинг практически не впитывает влагу и не воспламеняется.

## Деревянный сайдинг
Деревянный сайдинг различают по виду предварительной обработки древесины и по виду сечения готового изделия.
Классификация деревянного сайдинга по виду обработки древесины:
- древесина высушена до влажности 16—18 %. В этом случае для изготовления сайдинга применяют дерево стойких пород, таких, как лиственница, и твёрдые породы тропической древесины (ироко, тик, мербау и пр.)
- термообработанная древесина, то есть древесина, подвергшаяся термической обработке при температуре 170—220 °C и высокой влажности. Такая обработка меняет свойства дерева, оно становится весьма стойким, мало подверженным воздействию влаги, плесени и древоточцев. Для термообработки используют нестойкие породы, такие, как сосна, ясень и т. п.
- древесина импрегнированная, то есть пропитанная под давлением антисептиками.

В зависимости от вида сечения готового изделия различают:
- деревянный сайдинг «паз-гребень» — включает в себя различные профили вагонки и блок-хауса
- деревянный сайдинг «в четверть»
- деревянный сайдинг «внахлёст» — включает доски прямоугольного сечения, сечения в виде клина и сечения «клин с выбранной четвертью», так называемая «американка»
- деревянный сайдинг «встык», синонимом которого является конструкционный материал планкен. В зависимости от профиля различают планкен прямой, планкен прямой с пазом и скошенный планкен.

## Виниловый сайдинг
Виниловый сайдинг может использоваться при отделке любого фасада. Внешне выглядит как самая обыкновенная доска для обшивки фасада, но он не теряет своего внешнего вида и через 20 лет: он будет выглядеть так же хорошо, как только что облицованный фасад, даже после резких сезонных перепадов температуры, сильных ливней и трескучих морозов. Кроме того, материал, из которого изготовлен сайдинг, отлично моется, к нему практически не пристает грязь, так что ухода за ним требуется минимум — разве что смыть пыль из садового шланга.

### Технология изготовления
Первый виниловый сайдинг был произведён в 1959 году. Технология производства основана на экструзионном процессе, который состоит в продавливании через профилирующие отверстия расплавленного компаунда (сырьевой смеси) с целью получения виниловых лент заданных параметров. Ленту на выходе из экструдера обрезают по кромкам и придают ей определённый рабочий профиль (форм-фактор). Современные технологические разработки предполагают два способа получения винилового сайдинга: моноэкструзию и коэкструзию.
В настоящее время способ моноэкструзии применяется крайне редко и считается устаревшим. Наиболее современный способ изготовления винилового сайдинга методом коэкструзии предполагает двухслойное изготовление виниловой панели. Коэкструдер объединяет эти слои на молекулярном уровне.
Внешний слой (capstock), призванный защищать сайдинговую панель от ультрафиолетового излучения и осадков, составляет около 20—25 % от общей толщины полотна панели. Внутренний слой (substrate), предусмотренный из соображений прочности, тепло- и морозостойкости панели, сохраняет неизменными геометрические параметры и форму панели.

### Состав
Поливинилхлорид (ПВХ) составляет более 80 % от основы винилового сайдинга, и именно благодаря ему сайдинг получил своё название: виниловый. В состав винилового сайдинга входят также вещества, улучшающие его физические и химические свойства: модификаторы, стабилизаторы, красители и пр. Они придают виниловому сайдингу различные цвета и оттенки, блеск, устойчивость к агрессивным воздействиям внешней среды, эластичность, упругость и долговечность.
В качестве таких добавок в виниловом сайдинге применяют:
- диоксид титана (до 10 % от верхнего слоя), служащий для стабилизации структуры сайдинга и стойкости его пигментов. Он же предохраняет виниловый сайдинг от воздействия ультрафиолетовых лучей, препятствуя потере цвета под лучами солнца;
- карбонат кальция (15 % от нижнего слоя), основная задача которого — заполнить структуру винилового сайдинга;
- бутадиен (1 %), он стабилизирует состав, увеличивает износоустойчивость и срок службы сайдинга;
- модификаторы, повышающие ударопрочность винилового сайдинга;
- смазочные вещества, служащие для того, чтобы избежать прилипания винилового сайдинга к металлу в ходе его изготовления, а также для того, чтобы поверхность сайдинга была идеально ровной и гладкой;
- концентрированные пигменты, используемые для придания сайдингу нужного оттенка.

### Виды и форма
Сайдинг по типу установки и креплению рядовых панелей делится на два вида: вертикальный и горизонтальный. Вертикальный имеет следующие особенности: симметричный форм-фактор панелей, вертикальная установка панелей. В России подобный тип панелей распространён мало и используется в основном для отделки нежилых помещений (кафе, автомойки, торговые павильоны). Горизонтальный сайдинг: панели имитируют два основных вида деревянной обшивки: «корабельная доска» и «ёлочка».
Ещё одна форма панелей — «под бревно», так называемый «блок-хауз». В этом случае применяется другая технология изготовления внешнего слоя: как правило, ламинирующая плёнка с рисунком-имитацией натурального бревна (как окрашенного, так и без покрытия). Для наиболее полной имитации бревенчатого дома углы обшивают венцом, который имитирует угол сруба.
Кроме имитации дерева, из пластика делают и имитацию камня: цокольные или, как теперь их называют, фасадные панели делаются из полипропилена методом литья или прессования. Эти панели позволяют выгодно обыграть цоколь или создать настоящий европейский домик. Фасадные панели монтируются так же легко, как и сайдинг ПВХ на деревянную или металлическую обрешетку с помощью саморезов. Данный фасад является вентилируемым.

### Преимущества и недостатки
Преимущества
- высокая сопротивляемость широкому спектру внешних воздействий, таких, как повышенная влажность, солнечные лучи, температурные колебания, умеренно кислотные и щелочные среды;
- устойчивость к умеренным механическим повреждениям и царапинам;
- отсутствие эффектов растрескивания, расслаивания и шелушения;
- устойчивость к температурным деформациям, процессам коррозии и гниения;
- непривлекательность материала для насекомых-вредителей, небезопасных, например, для деревянной вагонки;
- термостойкость (выдерживает температуру от +50 до −50 градусов);
- экологичность, биологическая чистота[источник не указан 1374 дня], немгновенная (в сравнении с деревом) воспламеняемость, отсутствие токсичных качеств[источник не указан 1374 дня];
- отсутствие электропроводности.
- наличие эффекта дыхания обшивки благодаря предусмотренным отверстиям в панелях и, как следствие, отвод конденсата по внутренней стороне панелей;
- простота в монтаже, эксплуатации и обслуживании. Для успешной работы с виниловым сайдингом нужен лишь небольшой навык обращения с инструментом. При установке панели просто защёлкиваются одна за другую и закрепляются саморезами или гвоздями;
- широкий температурный диапазон монтажных работ;
- отсутствие необходимости в ремонтных работах — в случае качественного первоначального монтажа уход будет заключаться в тривиальном ежегодном мытье водой с применением элементарного моющего средства.
- способность сохранения первоначального цвета и формы в течение всего срока службы — до 50 лет.

Недостатки
- Низкие эстетические свойства материала являются причиной внешней одинаковости домов, в которых используется сайдинг.

## Стальной сайдинг
Стальной сайдинг преимущественно используется при строительстве промышленных зданий, складов, цехов и пр. Для того, чтобы защитить металл от атмосферных воздействий, его покрывают специальным антикоррозийным составом. Материал очень разнообразен по цветовой гамме.
Самый большой недостаток стального сайдинга в том, что он имеет весьма большую массу, что повышает нагрузку здания на фундамент. Ещё один недостаток — сталь не восстанавливается после случайных повреждений, то есть вмятины остаются на фасаде навсегда. Ещё этот сайдинг имеет достаточно высокую стоимость. Здания, облицованные стальным сайдингом, приобретают урбанизированный промышленный вид.

## Фиброцементный сайдинг
Фиброцементный  сайдинг делают из цемента и целлюлозного волокна.
Главное преимущество этого отделочного материала состоит в том, что он не горит, а, следовательно, его можно использовать при ремонтных работах на объектах, к которым пожарные службы предъявляют повышенные требования.
Недостатки цементного сайдинга: дороговизна; большой вес, что требует мощной монтажной обрешетки; сложность и неудобство при обработке — при его нарезке образуется кремниевая пыль, от которой необходимо защищаться респираторами.
При облицовке жилых домов цементный сайдинг применяется довольно редко.